# General Pedernera megye
General Pedernera egy megye Argentína középső részén, San Luis tartományban. Székhelye Villa Mercedes.

## Népesség
A megye népessége a közelmúltban a következőképpen változott:
| Év   | Lakosság |
| ---- | -------- |
| 2001 | 110 291  |
| 2010 | 125 899  |